# H-Kobordismus-Satz
Der h-Kobordismus-Satz ist im mathematischen Teilgebiet der Kobordismustheorie ein wichtiges Resultat über die Trivialität von h-Kobordismen. Dessen weitreichende Bedeutung liegt in seiner Schlüsselrolle im Verständnis höherdimensionaler Mannigfaltigkeiten. Zuvor war die Mathematik bei der Untersuchung von 3-Mannigfaltigkeiten und 4-Mannigfaltigkeiten auf mehrere schwierige Probleme gestoßen, von denen viele teilweise bis heute nicht gelöst sind, weshalb angenommen wurde, dass höherdimensionale Mannigfaltigkeiten noch schwieriger zu verstehen seien. Diese Annahme erwies sich jedoch als falsch. Bewiesen wurde der h-Kobordismus-Satz von Stephen Smale im Jahr 1962 und führte zur Verleihung der Fields-Medaille an ihn im Jahr 1966. Eine Anwendung ergibt sich etwa bei den über h-Kobordismen definierten Kervaire-Milnor-Gruppen, welche nach dem h-Kobordismus-Satz in höheren Dimensionen genau die exotischen Sphären klassifizieren.

## h-Kobordismen
Ein {\displaystyle n+1}-dimensionaler Kobordismus {\displaystyle (W,M,N,i,j)} besteht aus einer {\displaystyle n+1}-dimensionalen topologischen bzw. stückweise linearen (PL) bzw. glatten Mannigfaltigkeit {\displaystyle W}, {\displaystyle n}-dimensionalen topologischen bzw. stückweise linearen (PL) bzw. glatten Mannigfaltigkeiten {\displaystyle M} und {\displaystyle N} sowie Einbettungen {\displaystyle i\colon M\hookrightarrow W} und {\displaystyle j\colon N\hookrightarrow W}, sodass:
{\displaystyle \partial W=i(M)\sqcup j(N).}
Oft werden die Einbettungen daher auch als {\displaystyle i\colon M\hookrightarrow \partial W} und {\displaystyle j\colon N\hookrightarrow \partial W}  angegeben. Jedoch ist die obige Konvention sinnvoller aufgrund der folgenden weiterführenden Bedingungen: Sind die Einbettungen {\displaystyle i\colon M\hookrightarrow W} und {\displaystyle j\colon N\hookrightarrow W} beide Homotopieäquivalenzen, wird {\displaystyle (W,M,N,i,j)} (oder kurz nur {\displaystyle W}) ein h-Kobordismus genannt.

## h-Kobordismussatz
Ein h-Kobordismus {\displaystyle (W,M,N,i,j)} mit {\displaystyle \dim(W)\geq 6} und einer einfach zusammenhängenden geschlossenen Mannigfaltigkeit {\displaystyle M} (mit {\displaystyle \dim(M)\geq 5}) ist trivial. Dies bedeutet, dass der h-Kobordismus von der Form eines Zylinders ist, also es einen orientierungserhaltenden Isomorphismus {\displaystyle f\colon W\rightarrow M\times [0,1]} mit {\displaystyle f\circ i=(\operatorname {id} ,0)\colon M\hookrightarrow M\times [0,1]} gibt. Entsprechend ist {\displaystyle N={\overline {M}}}, also mit Umkehr der Orientierung. Anschaulich gesehen ist also die Homotopieäquivalenz zwischen den Mannigfaltigkeiten homotop zu einem Isomorphismus. Dabei ist ein Isomorphismus jeweils ein Homöomorphismus, PL-Homöomorphismus oder Diffeomorphismus in den entsprechenden Kategorien.
Für topologische Mannigfaltigkeiten gilt der h-Kobordismus-Satz sogar für {\displaystyle \dim(W)=6} und {\displaystyle \dim(M)=5}. Für glatte Mannigfaltigkeiten ist die Aussage dann jedoch falsch. C. T. C. Wall zeigte im Jahr 1964, dass einfach zusammenhängende orientierbare geschlossene 4-Mannigfaltigkeiten mit äquivalenter Schnittformen sogar h-kobordant sind. Für ungerade Schnittformen gibt es jedoch Gegenbeispiele, welche mit der Kirby-Siebenmann-Invariante unterschieden werden können.
In drei Dimensionen ist die Gültigkeit des h-Kobordismus-Satzes noch unbekannt und über die Poincaré-Vermutung äquivalent zur ebenfalls offenen Frage nach der Existenz exotischer Sphären in vier Dimensionen. In zwei Dimensionen ist der h-Kobordismus-Satz wegen der Korrektheit der Poincaré-Vermutung ebenfalls korrekt, wie von Grigori Perelman im Jahr 2002 gezeigt wurde. In einer Dimension ist die Gültigkeit eine leere Wahrheit, da es keine einfach zusammenhängenden 1-Mannigfaltigkeiten gibt. In null Dimensionen ist die Gültigkeit trivial, da es nur ein Intervall zwischen Punkten betrifft.